# Arne Melchert
Arne Herman Melchert (7. november 1916 i København - 19. oktober 1963) var en dansk koreograf.
Han har koreograferet dansen til fire forestillinger på Det Kongelige Teater med udgangspunkt i nogle skuespil. Forfatter til Pantomimestykket: Pjerrot bliver den lille. Han optrådte en overgang som Pjerrot på Pantomimeteatret i Tivoli.
Han er begravet på Sundby Kirkegård.